# Dicranum albescens
Dicranum albescens är en bladmossart som beskrevs av C. Müller 1853. Dicranum albescens ingår i släktet kvastmossor, och familjen Dicranaceae. Inga underarter finns listade i Catalogue of Life.